# IVe siècle en architecture
IIIe siècle en architecture - IVe siècle - Ve siècle en architecture
Cet article concerne les événements concernant l'architecture qui se sont déroulés durant le IVe siècle.

## Événements

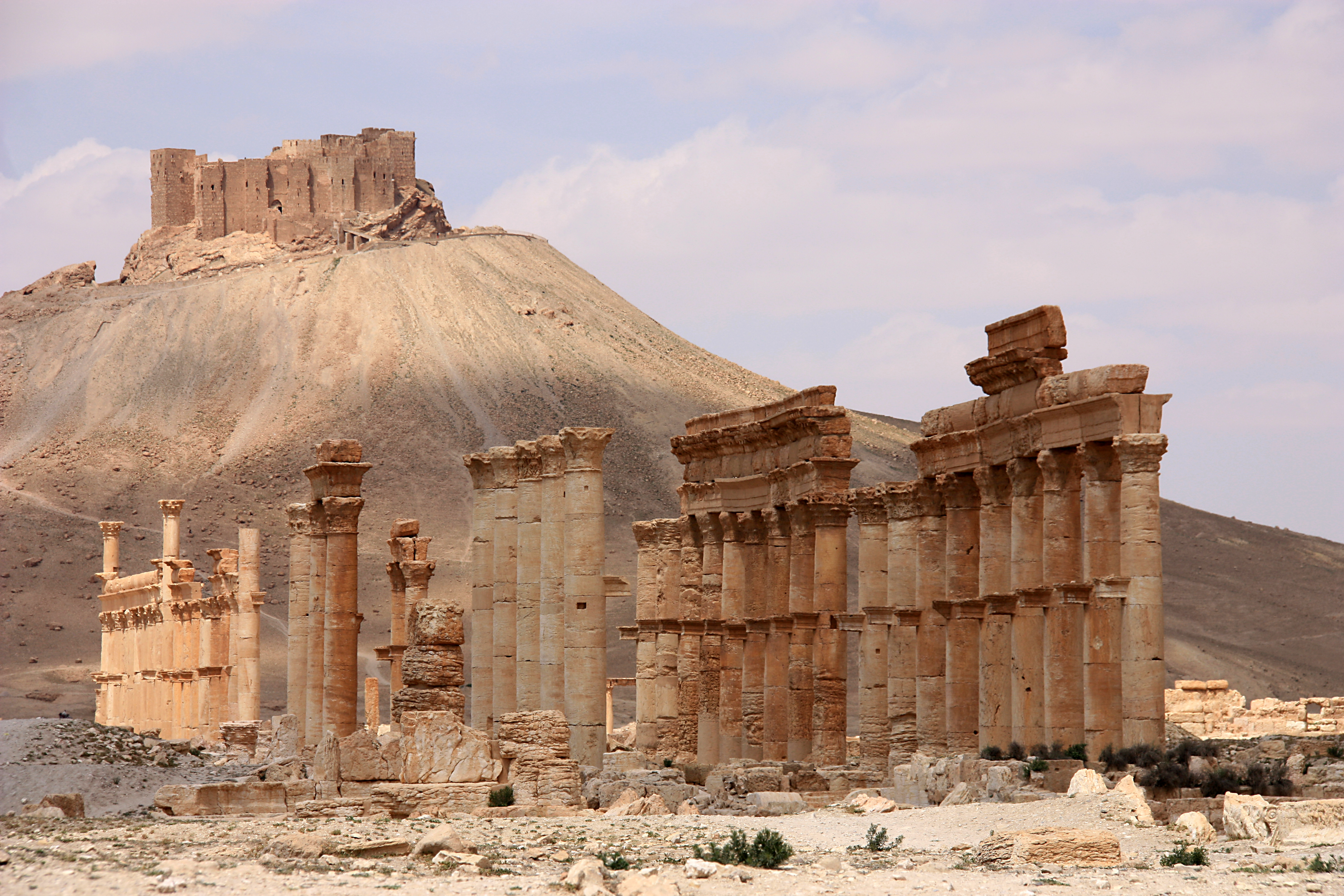
Camp de Dioclétien.

- 293-303 : construction du Camp de Dioclétien à Palmyre[1].
- 298-306 : construction des thermes de Dioclétien à Rome[2].

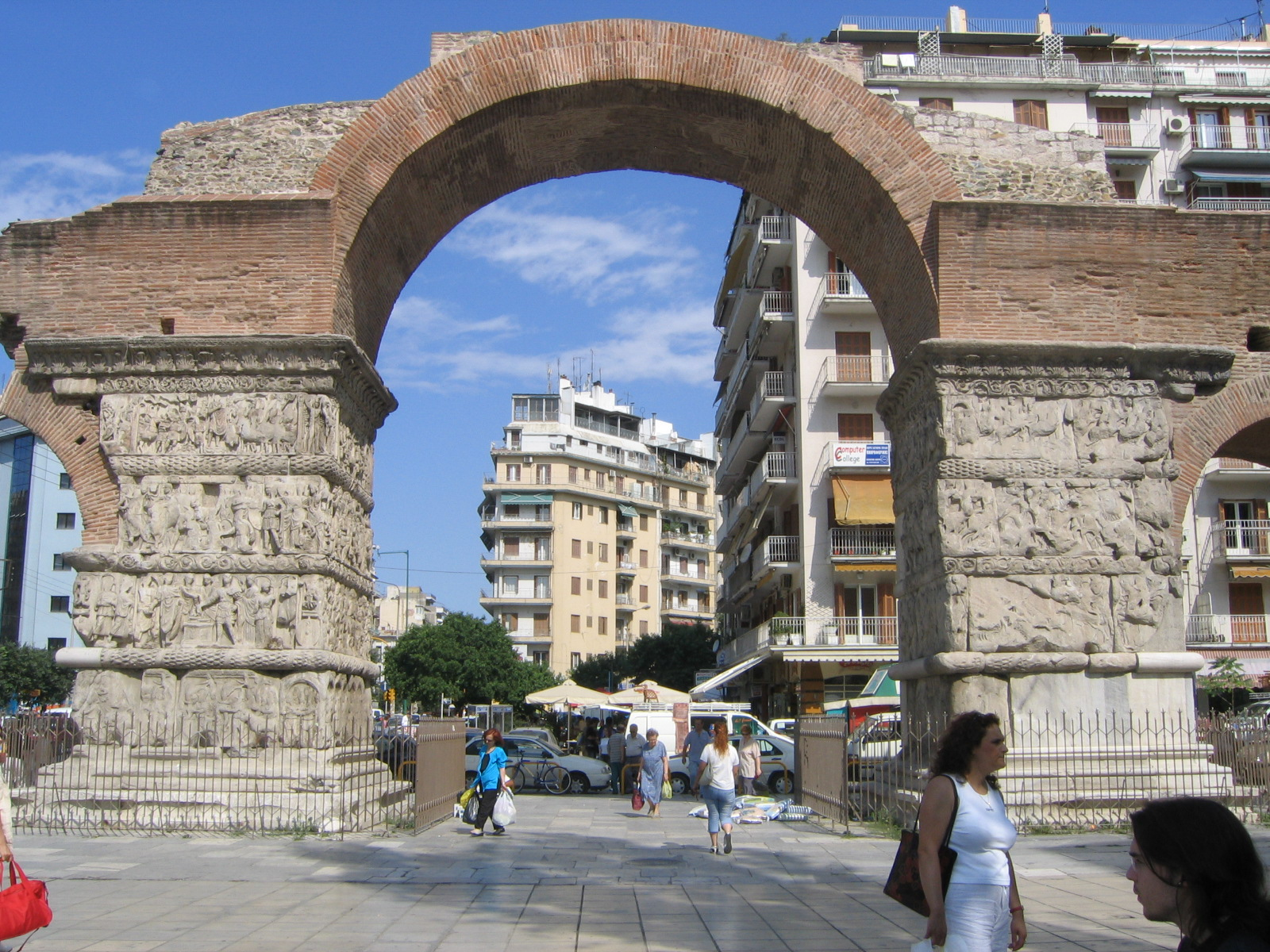
Arc de Galère, face est.

- Vers 299/303 : construction d'un palais à Thessalonique par le césar Galère ; arc de Galère, rotonde de Saint-Georges, octogone et hippodrome[3]. Le mausolée de Galère est transformé en église sous Théodose Ier, la rotonde Saint-Georges[4].
- Vers 300-306 : construction palais de Dioclétien à Spalato (Split)[5] et de celui de Galère à Felix Romuliana (Gamzigrad, en Serbie)[6].

- 304 : arc de triomphe de Dioclétien à Rome[7].

- Vers 306-325 : construction de la basilique de Constantin, commencée par Maxence sur le Forum romain[2].

- Après 307 : reconstruction du temple de Vénus et de Rome, détruit par un incendie[7].

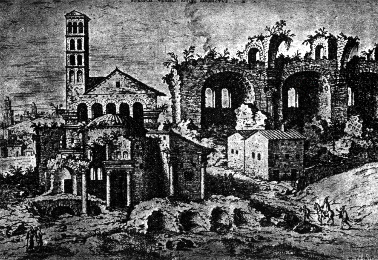
Temple de Romulus, gravure de 1550.

- Vers 309-312 : construction du temple de Romulus, érigé en l’honneur du fils de l’empereur Maxence, sur le Forum[7].
- Vers 310 : construction de la basilique civile de Trèves[7].

- Après 312 :
  - construction des thermes d’Arles et des thermes impériaux de Trèves[7].
  - Constantin achève la basilique de Maxence à Rome[8].
- 312-315 : construction de l'arc de Constantin, le plus grand arc de triomphe romain[9].

- 324 : construction de la basilique de Sainte-Agnès hors-les-Murs à Rome[2].
- 324-326 : construction des premières basiliques chrétiennes dites constantiniennes ; Saint-Jean-de-Latran, Saint-Paul-Hors-les-Murs (consacrées en 324[10]), Saint-Pierre (consacrée en 326[11]).
- 326 : début de la construction de l'église du Saint-Sépulcre à Jérusalem[2].
- 326-337 : grands travaux à Constantinople : grand-palais, hippodrome, églises Sainte-Irène et des Saints-Apôtres[7].

- 327-341 : construction de la Cathédrale dorée à Antioche, coupole avec mosaïques[12].
- 328 : fondation du temple de Lingyin en Chine[13].
- 330 : début de la construction à Constantinople de l'Université impériale (réorganisée et devenue le Pandidakterion en 425)[14].

- 333 : la basilique de la Nativité de Bethléem, commémorant la naissance de Jésus, est achevée[15].
- Vers 340 : première construction de la cathédrale d’Aksoum, pendant le règne d’Ezana, du roi d’Aksoum[16].

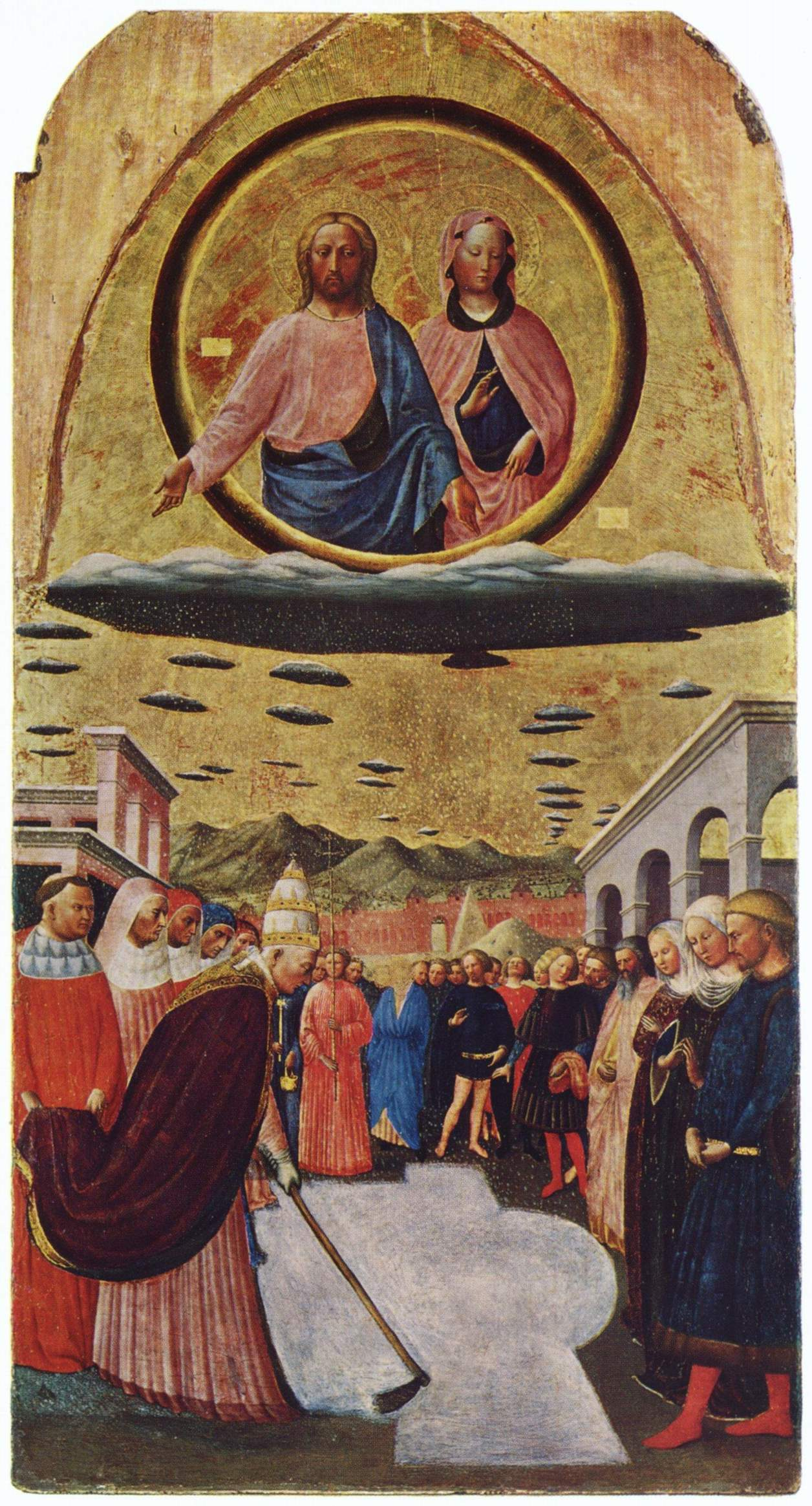
Libère trace le plan de Sainte-Marie-Majeure, par Masolino da Panicale, XVe siècle.

- Vers 352-358 : À la suite d'un songe survenu dans la nuit du 4 au 5 août (352, 356 ou 358), le pape Libère fait construire la première basilique Sainte-Marie-Majeure à Rome (mosaïques)[17].
- Après 354 : construction de l'église Santa Costanza à Rome,  mausolée de Constantina, fille de Constantin morte en 354 (mosaïques)[7].
- 360 : dédicace de la première basilique Sainte Sophie à Constantinople[18].
- Vers 360 : construction d'un des premiers bâtiments chrétiens encore debout en France actuelle, le baptistère Saint-Jean de Poitiers[19].

- 364-402 : construction de l'église San Lorenzo de Milan[20].
- 368 : l'aqueduc de Valens est achevé[21].
- Vers 380–413 : le roi Bhadravarman consacre un temple à Shiva au sanctuaire de Mỹ Sơn, au Viêt Nam actuel, au plus tard à la fin du siècle[22].
- 383-391 : reconstruction de la basilique Saint-Paul-hors-les-Murs à Rome[23].

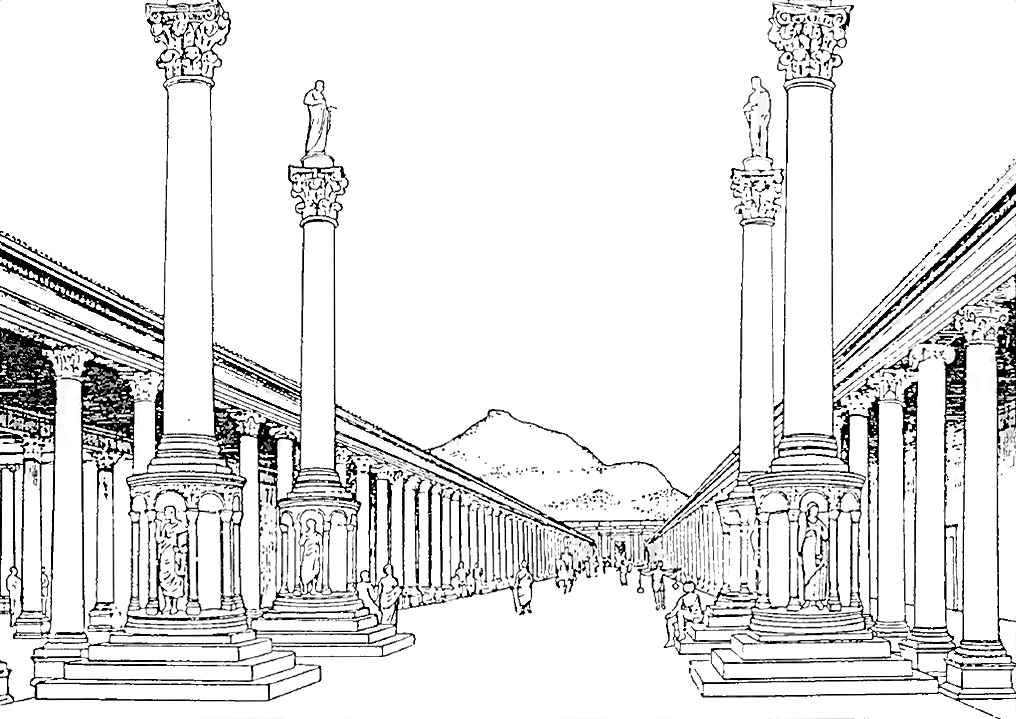
Voie arcadienne

- 395-408 : construction de la voie arcadienne à Éphèse[7].

- À Rome, sur le forum Boarium, le temple de Portunus est abandonné à la suite du développement du christianisme[24].